# بيرم جتين
بيرم جتين (بالتركية: Bayram Çetin)‏ هو لاعب كرة قدم تركي في مركز الدفاع، ولد في 17 يوليو 1985 في أوشاك في تركيا. لعب مع كايسري سبور ونادي جوزتيبي.

## وصلات خارجية
- بيرم جتين على موقع اتحاد تركيا (لاعب) (الإنجليزية)
- بيرم جتين على موقع قاعدة بيانات كرة القدم.إي يو (الإنجليزية)